# Спасатель (фильм, 2006)
«Спаса́тель» (англ. The Guardian) — американская драма 2006 года, снятая Эндрю Дэвисом с Кевином Костнером и Эштоном Кутчером в главных ролях.

## Сюжет
Главный старшина Бен Рэнделл — легендарный пловец-спасатель с семейными проблемами — теряет всю свою команду в очередной спасательной операции. В надежде на восстановление его направляют преподавать молодым спасателям в училище береговой охраны. Среди его учеников оказывается невероятно самоуверенный чемпион по плаванию Джейк Фишер, который полон решимости стать лучшим.
На протяжении 18-недельного обучения в академии Бен помогает Джейку перебороть собственные амбиции и готовит из него настоящего спасателя. Джейк успевает побить все рекорды Рэнделла, кроме одного — при одной из спасательных операций трос, с помощью которого на борт спасательного вертолёта поднимают потерпевших, заклинило, и Бену пришлось держать потерпевшего в руках двадцать минут. В результате Бен вывихнул плечо, а все сухожилия на руке были порваны, но Бен не сдался, борясь за жизнь человека. При походе курсантов в местный бар парни заключают с Джейком пари — у него есть ровно минута, чтоб «закадрить» самую красивую девушку в баре. Джейк соглашается и подходит к ней, чтобы познакомиться, но та отвергает его. Когда остаётся всего двадцать секунд, девушка признаётся, что знает о пари и предлагает ему сделку: либо она отказывает ему, и он уходит, либо он может проводить её, но деньги делят пополам. Парень принимает условия, и они выходят из бара вместе.
По ходу обучения Джейк помогает своему другу курсанту Ходжу преодолеть свой страх, благодаря чему парень справляется с очередным заданием. Джейк отводит Ходжа в пивнушку, чтоб друг немного расслабился, где они сталкиваются с солдатами морского флота. Моряки «награждают» Джейка и его друга парой внушительных синяков, в придачу за драку им грозит отчисление. Джейк берёт всю вину на себя, и Рэнделл отпускает Ходжа, а Джейка оставляет у себя в кабинете, чтоб поговорить с ним. По ходу беседы выясняется, что когда ему было шестнадцать, Джейк с тремя друзьями попал в автокатастрофу и выжил лишь он один.
Бен узнал об этом от бывшего тренера Джейка по плаванию, и словами «Ты чтишь память о своих друзьях, так чти и свой дар» ему удаётся усмирить пылкий характер парня. После окончания обучения Джейк и Бен вместе отправляются на задание в Берингово море, где они спасают двух туристов. При выполнении спасательной операции Бена снова одолевают воспоминания о ночи, когда он потерял свою команду. Ссылаясь на это, Рэнделл увольняется и решает заняться рыбалкой. При уходе из участка он узнаёт, что Джейка отправили спасать моряков с тонущего корабля и что вертолёт возвращается с потерпевшими, а Фишер остался на корабле, пытаясь спасти капитана, который застрял в машинном отделении. Бен возвращается и летит к кораблю, чтоб помочь Джейку. Спустившись на корабль, он находит Джейка, который оказался запертым в машинном отделении вместе с уже погибшим капитаном.
Бен освобождает бывшего ученика и кажется, будто они уже спасены, но при подъёме на вертолёт спасательный трос начинает рваться, и Бен решает отстегнуться, чтобы спасти Джейка. Парень хватает его за руку, удерживая в воздухе, и говорит Бену, что не бросит его. Отвечая ему «Я знаю», Рэнделл расстёгивает свою перчатку, его рука выскальзывает из руки Джейка, и он падает в океан. Несмотря на все усилия береговой охраны, тело главного старшины Рэнделла не удалось найти.
Когда Джейк спасает очередного утопающего, мужчина начинает оглядываться по сторонам и лихорадочно зовёт загадочного Ловца Человеков, легендой о котором начинается фильм.

## В ролях
| Актёр               | Роль                     |
| ------------------- | ------------------------ |
| Кевин Костнер       | гл. старшина Бен Рэнделл |
| Эштон Кутчер        | Джейк Фишер              |
| Нил МакДонаф        | Джек Скиннер             |
| Мелисса Сэйджмиллер | Эмили Томас              |
| Клэнси Браун        | капитан Уильям Хэдли     |
| Брайан Герати       | Билли Ходж               |
| Сила Уорд           | Хелен Рэндалл            |
| Омари Хардвик       | Карл Биллингс            |
| Майкл Рэди          | Зингаро                  |
| Питер Гэйл          | Дэнни Доран              |
| Шелби Финнер        | Кейт Линдси              |
| Дэймон Липари       | Дэймон Бэннетт           |
| Бонни Брамлетт      | Мэгги МакГлоун           |
| Джон Херд           | капитан Фрэнк Ларсон     |
| Дьюли Хилл          | Кен Уэзерли              |
| Брайан Патрик Уэйд  | Митч Лайонс              |
| Джо Аркетт          | второй пилот Антунез     |
| Эндрю Шанно         | пилот Генри Митчелл      |
| Тилки Джонс         | Тилки Флинт              |
| Дэниэль Молтен      | Ричард Вэйкфилд          |

## Критика
На агрегаторе рецензий Rotten Tomatoes рейтинг одобрения составляет 37 % на основе 150 обзоров.
Стивен Хантер из The Washington Post назвал фильм «хорошим в течение первого часа», затем он «начинает перегружать свою хрупкую структуру гигантскими выплескиваниями клише из других фильмов, некоторые из которых настолько плохи, что почти комичны», заключая, что фильм «сворачивает в слюнявую обидчивость, а тон становится притворно-религиозным, почти литургическим».
Энтони Скотт в своем обзоре для The New York Times отмечает, что участие настоящих сотрудников береговой охраны «придает вид достоверности», и заключает: «Это не отличный фильм, но, безусловно, один из лучших. Лучшие кадры работы береговой охраны, которые вы, вероятно, увидите в ближайшее время».

## Музыка
Официальный саундтрек к фильму вышел 12 сентября 2006 года. В альбом вошли композиции различных музыкальных направлений — R&B, кантри, рок и соул блюз.
| №                   | Название                                                             | Длительность |
| ------------------- | -------------------------------------------------------------------- | ------------ |
| 1.                  | «Never Let Go» (Брайан Адамс)                                        | 5:05         |
| 2.                  | «Something To Talk About» (Shedaisy)                                 | 3:54         |
| 3.                  | «Saturday Night» (Ozomatli)                                          | 4:01         |
| 4.                  | «Love & Happiness» (Bonnie Bramlett)                                 | 4:32         |
| 5.                  | «The Mockingbird» (Lisa Lavie)                                       | 3:07         |
| 6.                  | «Hold Tight» (Tad Robinson)                                          | 4:03         |
| 7.                  | «Tri-Me» (Abby Ahmad)                                                | 4:33         |
| 8.                  | «Hold On, I'm Coming» (Bonnie Bramlett)                              | 2:57         |
| 9.                  | «Shake Up The World» (Stevie Funkworm Butler)                        | 4:09         |
| 10.                 | «Friday Night» (Cheryl Wilson)                                       | 3:00         |
| 11.                 | «Run Me In The Dirt (Throwdown)» (Marty James и Joseph Butch Flythe) | 3:29         |
| 12.                 | «The Guardian Suite» (Trevor Rabin)                                  | 7:39         |
| Общая длительность: | Общая длительность:                                                  | 50:29        |

## Альтернативная концовка
В другой версии финала, вышедшей на DVD, Рэндалл выживает. Джейк спасает его в тот момент, когда мужчина отцепляет трос и готов упасть. С помощью кабеля Рэндаллу и Джейку удаётся забраться в вертолёт.
Эта версия финала была снята, так как авторы посчитали, что концовка фильма может быть слишком тяжёлой для восприятия зрителями. Однако председатель Disney Дик Кук настоял на том окончании, которое вошло в прокатную версию фильма.

## Кассовые сборы
Картина окупила свой бюджет, собрав $18 млн в первые же выходные и $95 млн по всему миру (на 4 января 2007 года).